# Korrozija Metalla
Korrozija Metalla (v cyrilici: Коррозия Металла, česky koroze kovu) je ruská heavymetalová skupina. Jediný stálý člen je Sergej Troickij, známý také pod pseudonymem "Паук" (transkr.: Pauk, česky pavouk). Je známá díky textům s černým humorem a provokativním vystupováním.
Skupina byla založena v roce 1984 v Moskvě a první živé vystoupení skupiny proběhlo ilegálně v suterénu paneláku. Vzhledem k hlasitosti sousedé zavolali policii, která poté koncert přerušila. Ve snaze se legalizovat, vstoupila skupina do moskevské rockové laboratoře, ale popularita zůstala předmětem sporů, kvůli jejich make-upu a agresivním textům.

## Diskografie

### Demo
- 1985 - Vlast zla (rusky Власть зла)

### Studiová alba
- 1988 - Orden Satany (rusky Орден Сатаны)
- 1989 - Russian Vodka
- 1990 - Kannibal (rusky Каннибал)
- 1992 - Sadism (rusky Садизм)
- 1995 - 1.966
- 1997 - Kompjuter-Gitler (rusky Компьютер-Гитлер‘)
- 2002 - Jazyčeskije bogi (rusky Языческие боги)
- 2003 - Belje volki (rusky Белые волки)
- 2010 - Vojna mirov (rusky Война миров)